# 第21太陽週期

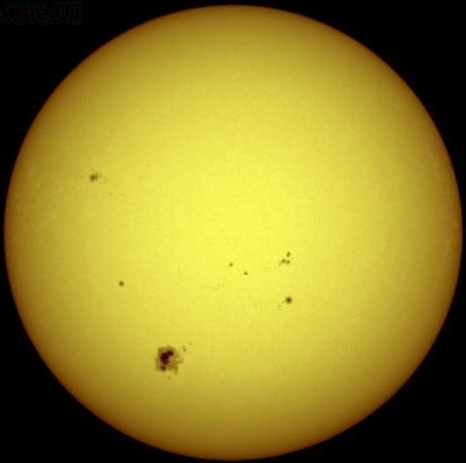
太陽和一些可見的黑子。

第21太陽週期是從1755年開始紀錄太陽黑子以來的第21太陽週期，這個週期開始於1976年6月，結束於1986年9月，持續了10.3年。最大平滑黑子數(超過12個月期間的黑子月平均數值)為164.5，最小的數值為12.3，在這個週期內總共約有273天沒有黑子。